# Литературный музей имени Юзефа Чеховича
Литературный музей имени Юзефа Чеховича (пол. Muzeum Literackie im. Józefa Czechowicza) расположен в Люблине и является подразделением Люблинского музея. Целью работы музея является собирание, сохранение, исследование и популяризация рукописей, печатных изданий, материалов научных исследований, а также предметов, связанных с Юзефом Чеховичем и другими люблинскими литераторами.

## История
В 1957 году в статье «Сохраните память о великих» (журнал «Культура и жизнь») Станислав Фита и Лех Людоровский призвали создать музеи Болеслава Пруса, Генрика Сенкевича и Юзефа Чеховича. Друзья Чеховича, Феликс Арашкевич, Конрад Бельский, Вацлав Гралевский и Казимеж Анджей Яворский, идею приветствовали и передали для фондов будущего музея предметы и книги, связанные с поэтом. Люблинские власти также поддержали идею, и 9 сентября 1968 года — в 29-ю годовщину гибели поэта — Литературный музей имени Юзефа Чеховича был открыт, в доме 10 по улице Нарутовича.
В 1999 году музей выехал из здания, в котором проработал свыше 30 лет, и в течение трёх лет временно располагался в Поместье Винцентия Поля. 9 сентября 2002 года музей открыл двери уже по своему современному адресу — Золотая улица, дом 3, который был подарен городу семьёй меценатов Рябининовых.

## Коллекция
Первый директор музея, Йозеф Земба, начал расширять коллекции музея материалами и о других писателях, в том числе Конраде Бельском, Вацлаве Гралевском, Казимеже Анджее Яворском, Анне Каменской и Яне Спеваке. На сегодняшний день здесь также представлены экспонаты, посвящённые таким люблинским литераторам, как Францишка Арнштайнова, Антоний Мадей, Вацлав Мрозовский, Йозеф Никодем Клосовский, Йозеф Лободовский, Станислав Боярчук, Ян Поцек, и другим. Помимо этого, в музее хранятся рукописи других польских писателей: Чеслава Милоша, Збигнева Херберта, Ежи Загурского, Юлиана Тувима, Константы Ильдефонса Галчиньского и других.